# 何錫禔
何錫禔，直隸省正定府正定縣人，清朝政治人物、同進士出身。
光緒十六年（1890年），参加光緒庚寅科殿試，登進士三甲2名。同年五月，改翰林院庶吉士。光緒二十年四月，散館，著以部属用。